# Nouveau Parti anticapitaliste
Pour les articles homonymes, voir NPA.
Le Nouveau Parti anticapitaliste (NPA) est un parti politique français d'extrême gauche créé en février 2009 à l'issue d'un processus de fondation lancé par la Ligue communiste révolutionnaire (LCR) après l'élection présidentielle de 2007.
Il participe aux élections présidentielles de 2012, de 2017 et de 2022 avec Philippe Poutou récoltant 1,2 %, 1,1 % et 0,8 % des voix.
Une scission éclate à l'occasion du cinquième congrès du parti, en 2022. Le nom et les symboles du parti sont dès lors revendiqués par deux groupes distincts, l'un dénommé NPA – L'Anticapitaliste (NPA-A), issu de l'ancienne majorité, et l'autre NPA – Révolutionnaires (NPA-R), issu des anciennes tendances.

## Historique

### Processus de fondation

#### De mai à septembre 2007: annonce et réunions publiques
À l'issue de l'élection présidentielle de 2007 où Olivier Besancenot réunit sur son nom 1 498 581 voix, la LCR annonce la volonté de créer « un nouveau parti anticapitaliste » implanté dans la jeunesse, les entreprises, les services publics, les quartiers populaires. Elle propose ainsi à tous les « anticapitalistes » de se rassembler pour construire les mobilisations qui, pour elle, doivent préparer un changement radical, révolutionnaire, de la société. Les échéances de la constitution de ce parti sont fixées lors de la réunion de juin 2007 de la direction nationale de la LCR. Ce projet se distingue sur la plupart des points de celui du « parti anticapitaliste stratégiquement non délimité » des années 1990. Le moteur principal de la construction de ce parti est la Ligue communiste révolutionnaire.
La LCR estime que ce nouveau parti doit :
- défendre un programme anticapitaliste dans les luttes sociales et aux élections
- se situer dans une indépendance stricte vis-à-vis du Parti socialiste (PS) et refuser de gérer les institutions avec celui-ci, tout en centrant son activité sur la « lutte des classes », et la mobilisation sociale et politique
- tisser des liens internationaux avec toutes les organisations défendant des perspectives similaires.

#### 2008: congrès national de la LCR et réunion nationale des comités
Lors du congrès national de janvier 2008 de la LCR, trois plates-formes (A, B et C) s'expriment sur ce projet.
Celui-ci entérine avec 83 % des voix l'orientation de la plate-forme A, pour qui le Nouveau Parti anticapitaliste doit être lancé par un processus de réunions locales aboutissant à la création de « comités pour un nouveau parti », pour être centralisés au niveau national en juin, lors d'une rencontre nationale rassemblant les délégués de ces comités. Cette rencontre nationale a pour objectif de mettre en place un « comité d'animation » autonome par rapport à la LCR, pour animer le processus constituant jusqu'au congrès de fondation. Les comités sont constitués de tout individu, équipe militante, courant politique, pouvant être intéressé par ce nouveau parti et ses trois délimitations fixées, notamment l’indépendance stricte vis-à-vis du Parti socialiste. Ils ont pour objectif de discuter du programme, du fonctionnement et de l’orientation du nouveau parti.
Pour les plates-formes B et C (respectivement 14 % et 3 %), le nouveau parti ne doit pas se définir comme anticapitaliste et révolutionnaire, et doit s'adresser à l'ensemble des courants antilibéraux — les révolutionnaires devant seulement constituer un des courants dans le nouveau parti. Pour ces plates-formes, il faut donc plutôt chercher à négocier un accord « par le haut » avec les directions d'autres courants constitués de la gauche antilibérale par exemple des courants du PCF ou des courants minoritaires du PS comme PRS pour la B, ou les collectifs antilibéraux pour la C. Cette ligne implique alors de mettre de côté la question d'indépendance vis-à-vis du Parti socialiste.
Lors de la réunion nationale des comités des 28 juin et 29 juin 2008, 300 comités, dont 50 « comités jeunes », envoient 900 à 1 000 délégués de tout le pays. Les comités regroupent à ce moment-là environ 10 000 personnes, dépassant largement les 3 500 militants revendiqués de la LCR et des JCR. Lors de cette réunion, les délégués des comités rédigent un appel national précisant les contours du nouveau parti, qu'ils souhaitent « anticapitaliste, internationaliste, antiraciste, écologiste, féministe, révolté par toutes les discriminations ».
Ils désignent également un « Comité d'animation national » (CAN) d'environ 70 personnes, dont 20 issues de la LCR. Ce comité sert à piloter le passage au nouveau parti et permettre aux comités de prendre leur indépendance vis-à-vis de la direction de la LCR. Le comité d'animation comprend également des représentants des deux autres groupes nationalement constitués participant au processus en tant qu'observateurs : la Fraction L'Étincelle de Lutte ouvrière (LO) et la Gauche révolutionnaire.
À cette occasion, les responsables de la Ligue communiste révolutionnaire confirment avoir eu des contacts avec Jean-Marc Rouillan (ancien militant du groupe de lutte armée Action directe). Nathalie Ménigon, ancienne membre d'Action directe, aurait également « fait part de son intérêt pour le Nouveau Parti anticapitaliste. » Ces contacts sont dénoncés par Jean-François Copé, président du groupe UMP à l'Assemblée nationale, qui juge qu'Olivier Besancenot est « en train d'utiliser la même stratégie que Jean-Marie Le Pen à l'extrême droite il y a vingt ans, c'est-à-dire un système dans lequel, en réalité, on vient chercher très à gauche et ne reculant jamais devant aucune provocation. »
L'un des fondateurs de la LCR, Alain Krivine, rétorque que si Jean-Marc Rouillan « accepte le programme [du nouveau parti], il viendra, on ne demande pas aux gens leur passé. » Olivier Besancenot ajoute que la LCR appartient « à un courant politique qui désapprouvait et décriait les méthodes d’Action directe à l’époque » dénonçant par ailleurs leur traitement carcéral[source insuffisante]. Cependant, Clémentine Autain, ancienne maire-adjointe de Bertrand Delanoë et un temps intéressée par un ralliement au NPA, déclare : « Autant je me battrai contre la réincarcération de Jean-Marc Rouillan, autant il est hors de question que je sois dans le même parti que quelqu'un qui ne semble pas contester la lutte armée comme méthode politique ! […] Je me demande parfois si, aux yeux de certains au NPA, il n'est pas plus grave d'avoir participé à un exécutif avec le PS que d'avoir tué des gens… » À la suite de la réincarcération de Jean-Marc Rouillan le 2 octobre 2008, pour une interview donnée à L'Express,, Alain Krivine dénonce une campagne de diabolisation du NPA, en voulant l'assimiler aux actions passées d'Action directe, et Olivier Besancenot réclame sa libération.
La deuxième rencontre nationale des comités se tient les 8 et 9 novembre 2008, et regroupe des représentants des différents comités locaux afin de travailler sur les textes du congrès de fondation. Elle est précédée par une réunion nationale des comités « Jeunes » les 18 et 19 octobre 2008.

#### Février 2009: congrès de fondation

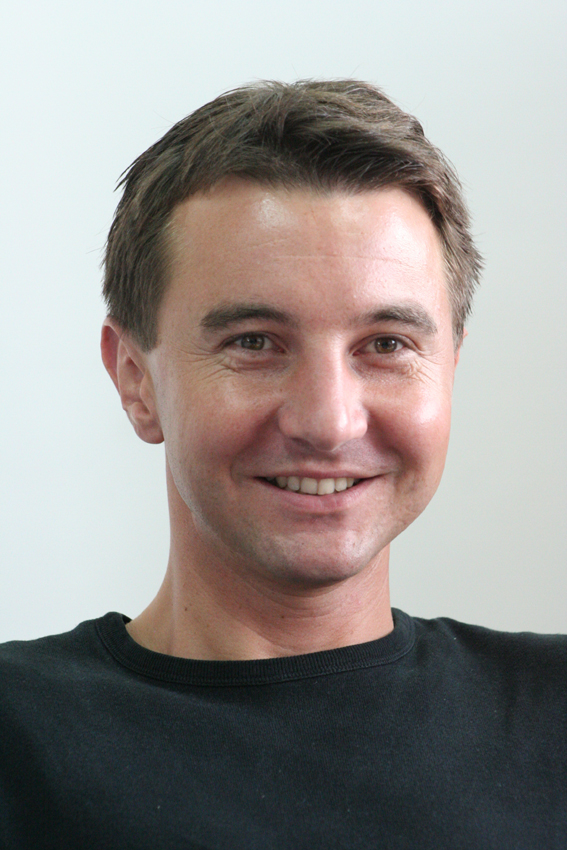
Olivier Besancenot, porte-parole du NPA de 2009 à 2011.

Le congrès de fondation du NPA se tient du 6 au 8 février 2009. Il revendique alors 9 123 cartes de membres fondateurs, soit trois fois les effectifs de la LCR.

Lors de ce congrès de fondation, le nom de « Nouveau Parti anticapitaliste » (NPA) est définitivement adopté au second tour par 53 % des 595 délégués présents, préféré à « Parti anticapitaliste révolutionnaire » (PAR), après avoir écarté les propositions « Parti de la gauche anticapitaliste » (PGA), « Parti anticapitaliste » (PA) et Agir (Alliance ou Alternative de la gauche internationaliste et révolutionnaire) au premier tour. Malgré cela, Olivier Besancenot confirme que l'option révolutionnaire reste d'actualité : 

« Le NPA n’est pas trotskiste uniquement. Il reprend toutes les traditions révolutionnaires, marxistes mais aussi libertaire. »

### Congrès du NPA
Depuis sa création, le NPA a organisé cinq congrès. Lors des congrès, l'ensemble des militants sont invités à se prononcer sur des textes nationaux et des plateformes, dont les résultats permettent de répartir les sièges du conseil politique national (CPN, le « parlement » du NPA).

#### 1ercongrès du NPA (2011)
Le premier congrès du NPA se tient du 10 au 13 février 2011, regroupant environ 6000 votants. Ce congrès est considéré comme « compliqué et difficile » et n'arrive pas à voter un appel au rassemblement des anticapitalistes pour les élections de 2012. Quatre plateformes se présentent pour le congrès :
- Plateforme 1 (42 %) ;
- Plateforme 2 (28 %) ;
- Plateforme 3 (26,4 %) ;
- Plateforme 4 (3,7 %).

#### 2econgrès du NPA (2013)
Le deuxième congrès du NPA est organisé du 1er au 3 février 2013. Quatre plateformes se présentent pour le congrès :
- Plateforme W (8,22 %) ;
- Plateforme X (50,64 %) ;
- Plateforme Y (32,03 %) ;
- Plateforme Z (9,09 %).

#### 3econgrès du NPA (2015)
Le troisième congrès du NPA se tient du 30 janvier au 1er février 2015. le NPA compte alors 2 100 adhérents. Six plateformes se présentent pour le congrès :
- Plateforme 1 (35,6 %) ;
- Plateforme 2 (26,7 %) ;
- Plateforme 3 (22,0 %) ;
- Plateforme 4 (6,8 %) ;
- Plateforme 5 (6.8 %) ;
- Plateforme 6 (2,1 %).

#### 4econgrès du NPA (2018)
Le quatrième congrès du NPA a lieu du 2 au 4 février 2018. Sept plateformes se présentent pour le congrès, nommées de T à Z.
Ce congrès adopte de nouveaux statuts, qui comportent notamment la suspension automatique d'un de ses membres s'il est accusé de violences sexistes, sans que cette décision ne constitue une indication de culpabilité, tant qu’il n’y a pas d’examen du dossier en interne.
La direction majoritaire sortante du NPA obtient une majorité relative. Elle est dès lors la cible d'importantes critiques internes, qui l'accusent de trop vouloir se rapprocher du parti La France insoumise de Jean-Luc Mélenchon et de s'éloigner de la « pureté révolutionnaire » au profit d'un simple réformisme.
La branche la plus à gauche du parti — le Courant communiste révolutionnaire (dit « Révolution permanente »), qui a obtenu 11 % lors du congrès de 2018 — annonce en avril 2021 la « pré-candidature » de leur militant Anasse Kazib. Cette action amplifie les clivages. Deux mois plus tard, 296 militants du courant annoncent leur départ du NPA, se plaignant d'un « long processus d'exclusion » et dénonçant une ligne politique « droitière »,. La direction du NPA indique : « Ils avaient un pied dedans et un pied dehors. Ils avaient leur propre média, leur organisation étudiante (Le Poing levé) et leur organisation féministe (Du Pain et des Roses) dont les interventions n’étaient pas discutées en notre sein. » Pour Marianne, « la candidature d'Anasse Kazib illustre les tiraillements dans les milieux militants d'extrême gauche entre la ligne marxiste révolutionnaire historique et les influences décoloniales ou intersectionnelles, plus récentes et qui ne font plus de la lutte des classes leur principal moteur. »

#### 5econgrès du NPA (2022)
Le cinquième congrès du NPA est organisé du 9 au 11 décembre 2022. Environ 2 000 adhérents du NPA participent aux assemblées générales locales en amont du cinquième congrès. Lors de celui-ci, le parti se divise. Une majorité relative, représentée par le texte de la « plateforme B », annonce au cours du congrès la rupture avec l'autre moitié du parti, représentée par la « plateforme C » déposée par les fractions « Anticapitalisme et révolution » (A&R) et « L'Étincelle » et soutenue par « Socialisme ou barbarie » et « Démocratie révolutionnaire ». Parmi les points de rupture principaux figurent le fonctionnement trop indépendant des fractions et la formation d'un « front unique » notamment avec La France insoumise,.
- La plateforme A, déposée par l'« Alternative révolutionnaire communiste » (ARC), qui appelait à éviter la scission, n'obtient que 6,2 %[32],[33][source insuffisante] ;
- La plateforme B a réuni 48,5 % des suffrages exprimés[34] ;
- La plateforme C 45,3 %[34].

### Séparation pérenne en deux partis
Après le congrès, chacun des pôles continue son activité politique, mais indépendamment l'une de l'autre. Les groupes locaux se scindent et les communications sont distinctes. Les deux organisations se revendiquent cependant toujours du NPA, utilisant son nom, son logo et des réseaux et des sites web homonymes,.
Les deux partis sont un temps dénommés « NPA-B » et « NPA-C » du nom de leurs plateformes, avant qu'ils ne trouvent un accord et se renomment respectivement NPA – L'Anticapitaliste et NPA – Révolutionnaires selon le nom de leur revue. Le NPA – L'Anticapitaliste, issu de l'ancienne « majo » et représenté par Philippe Poutou et Olivier Besancenot, poursuit une stratégie qui s'adresse aux déçus de La France insoumise, quitte à se présenter davantage « radical » plutôt que « révolutionnaire ». Le NPA – Révolutionnaires, composé essentiellement de deux fractions qui elles aussi ont des fonctionnements, tactiques et communications distinctes, appelle lui à la formation d'un « grand pôle des révolutionnaires » et travaille à augmenter le « nombre de militants révolutionnaires » afin d'œuvrer pour la révolution,. Le NPA – Révolutionnaires emporte avec lui l'organisation de jeunesse, le NPA Jeunes, et l'association de financement, et refonde un nouveau journal ; le NPA – L'Anticapitaliste garde le journal L'Anticapitaliste et refonde une organisation de jeunesse, les Jeunesses Anticapitalistes.
Aux élections européennes de 2024, les deux stratégies s'opposent : le NPA – L'Anticapitaliste propose une liste commune à La France insoumise quand le NPA – Révolutionnaires en propose une autre à Lutte ouvrière. Le NPA – Révolutionnaires formera finalement, après le refus de Lutte ouvrière, sa propre liste à ces élections sous le mot d'ordre « Pour un monde sans patrons ni frontières, Urgence Révolution »!". Du côté du NPA – L'Anticapitaliste, la liste commune proposée par ce dernier est finalement refusée par La France insoumise. Le 6 juin 2024, à trois jours du scrutin, le NPA – L'Anticapitaliste appelle dans une tribune à voter pour la France insoumise pour les élections européennes.
Les différences de stratégies s'observent de nouveau lors des élections législatives de 2024, provoquées par la dissolution de l'Assemblée Nationale par E.Macron. Le NPA - L'Anticapitaliste fait le choix de rejoindre le Nouveau Front Populaire. Le NPA - Révolutionnaires présente ses propres candidats, en indépendance du NFP, et appelle à voter Lutte ouvrière là où il n'a pas de candidats, affirmant que « contre les politiques antisociales qui pavent la voie à l’extrême droite, il y a urgence à la révolution ». Au second tour, le NPA - Révolutionnaires appelle à voter pour les candidatures de La France insoumise et du Parti communiste français face à des candidats du RN, mais « sans aucune confiance dans la politique que mènera l’alliance électorale que représente le Nouveau Front populaire ».

## Fondements idéologiques

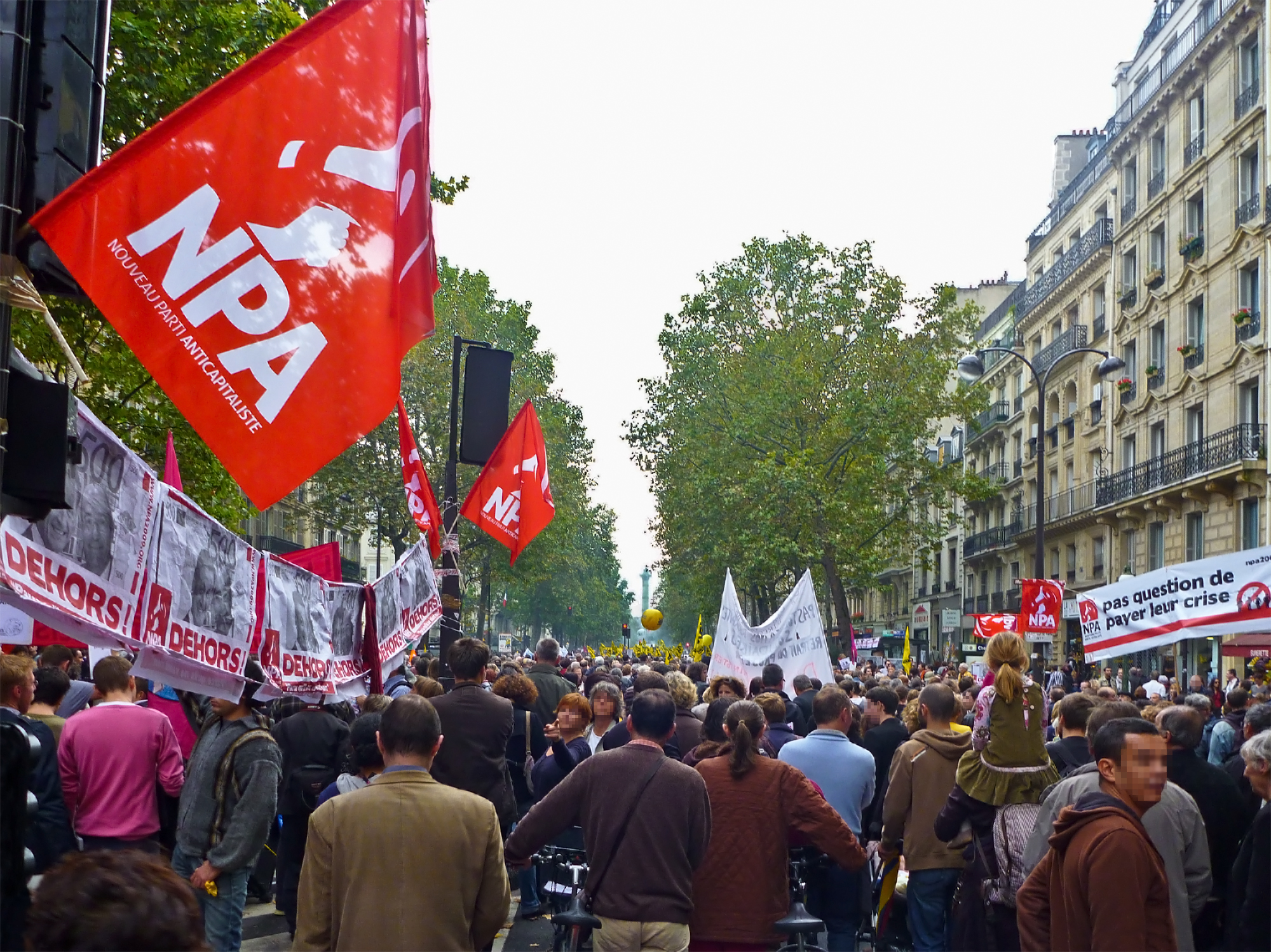
Lors d'une manifestation contre la réforme des retraites en octobre 2010 à Paris.

Lors de son congrès de fondation, le NPA précise ses fondements idéologiques, expliquant en préambule que « la seule réponse à la crise globalisée du capitalisme, le combat dont dépend l’avenir de l’humanité, c’est le combat pour un socialisme du xxie siècle, démocratique, écologique et féministe »,.

### Renversement révolutionnaire du capitalisme
Le NPA prône une orientation révolutionnaire visant le renversement de l'État, considérant qu'il « n’est pas possible de mettre l'État et les institutions actuelles au service d’une transformation politique et sociale » et que celles-ci « doivent être renversées pour fonder de nouvelles institutions au service et sous le contrôle des travailleurs et de la population ».
Il souhaite « en finir avec l'exploitation, donc avec la propriété privée des principaux moyens de production, d'échange et de communication », fondement du capitalisme, à laquelle il oppose « la démocratie des producteurs/trices associé-e-s décidant librement et souverainement quoi produire, comment et à quelles fins ». Le NPA veut augmenter les petits salaires en ponctionnant les 100 milliards de bénéfices annuels des entreprises du CAC 40, passées sous le contrôle de l'État. Le NPA n'est pas pour une nationalisation de toutes les entreprises et se déclare prêt à soutenir les petites exploitations agricoles, les petits commerces et les « PME indépendantes ». Le NPA prône la réunification de toutes les banques dans un pôle public géré non pas par l'État mais par ses salariés et usagers,,.

### Démocratie autogestionnaire et libertés individuelles
Il s'oppose aux régimes de l'ex-Bloc de l'Est, qu'il qualifie de « dictatures bureaucratiques », et soutient que « les libertés démocratiques qui ont pu être conquises sous le régime capitaliste seront consolidées et développées ». Le NPA milite pour la suppression du Sénat, l'interdiction du cumul des mandats, une rotation obligatoire des mandats, la limitation des pouvoirs du chef de l'État et une démocratie directe, notamment avec l'usage plus fréquent du référendum. Le NPA propose que le salaire des élus soit égal au salaire moyen de la population (1 800 euros en 2009).

### Lutte contre l'islamophobie
Majoritairement, le NPA, comme d'autres partis d'extrême gauche, voit dans les immigrés musulmans une composante du prolétariat qu'il convient de défendre. Un certain nombre de militants appelle à faire de la lutte contre l'islamophobie « une véritable priorité ». Selon Christophe Bourseiller, spécialiste de l'extrême-gauche et professeur à Sciences Po, ces militants, partant du constat que les masses d'origine maghrébine sont tentées par l'islamisme, ont la tentation « de se rapprocher des religieux les plus « sociaux », comme les Frères musulmans ».
Une polémique intervient pendant la campagne pour les élections régionales de 2010 à propos de la présence en position inéligible sur sa liste de Vaucluse, d'Ilham Moussaïd, une femme de 21 ans portant un voile,,. Cette initiative est critiquée par certaines personnalités politiques, dont Laurent Fabius, qui l'analyse comme un « moyen électoraliste d'attirer l'attention » ou encore Nadine Morano qui parle de « provocation ». L'association Ni putes ni soumises annonce sa volonté de vouloir porter plainte contre le NPA, alors qu'un recours en référé déposé contre cette candidature par l'Association de solidarité avec les femmes arabes a été rejeté par le tribunal administratif de Marseille considérant qu'il « n'existe pas d'atteinte manifestement illégale à une liberté fondamentale ».
En réponse, le NPA « dénonce le flot haineux et hypocrite provenant de l'extrême droite, de l'UMP, ou du PS voire du PG et du PCF » et confirme que le débat sur « religion et émancipations », prévu avant cette campagne politico-médiatique, aura lieu lors du prochain congrès du parti. Le politologue Laurent Bouvet analyse la décision du NPA comme l'une des contradictions auxquelles est confronté ce parti, contradiction entre mobilisation en faveur des « minorités » et « défense du droit des femmes ou des homosexuels par rapport aux religions ». La décision de présenter une candidate voilée ne fait pas l'unanimité dans le parti. La fédération NPA de Vaucluse est elle-même le théâtre de divisions. Après les élections régionales, la tête de liste départementale de Vaucluse, Jacques Hauyé, dénonce « l’instrumentalisation de l’islam à laquelle la candidate s’est prêtée » avec le concours de certains militants locaux, avec lesquels il annonce son intention de ne plus collaborer. Ilham Moussaid quitte le NPA en novembre 2010, critiquant l'hostilité de certains de ses membres envers elle.
La présence de cette femme voilée suscite également de nombreuses critiques de la part de partis de gauche. Au Parti de gauche, Jean-Luc Mélenchon déclare notamment : « Il y a une confusion des rôles. Le débat politique ne doit pas aller sur le terrain religieux. Quelqu’un qui participe à une élection doit représenter tout le monde et pas seulement ceux dont il partage les convictions religieuses. […] Je crois qu’il y a mille manières d’être féministe, mais cette manière-là est un peu particulière et constitue une régression. Même dans les pays d’origine, cette pratique est combattue par les milieux progressistes. On ne peut pas se dire féministe en affichant un signe de soumission patriarcale ». Martine Aubry, première secrétaire du PS, explique qu'elle n'aurait « pas accepté » de candidate voilée sur les listes du PS, tout comme Benoît Hamon.

### Outre-mer
Lors des élections présidentielles françaises de 2017 et 2022, Phillipe Poutou, candidat désigné par le parti, se distingue des autres candidats au sujet des territoires ultramarins français, en déclarant explicitement souhaiter accorder l'indépendance aux populations qui le désirent, comme celles de Guyane ou de Nouvelle-Calédonie.

#### Soutien au LKP pendant la grève générale des Antilles
Dès le début de la grève générale aux Antilles en 2008-2009, le NPA a affirmé son soutien au LKP, le présentant comme « un exemple à suivre et à méditer », et préconisant l'émergence de collectifs autonomes locaux « partout en France ». Dans un entretien accordé au JDD, Olivier Besancenot qualifie Élie Domota, porte-parole du LKP, de « grande figure », qui « a fait un sans-faute ». « Au-delà de l'histoire coloniale, tout le monde a un point commun avec eux, c'est la spoliation, la profitation comme ils disent […] Il faudrait faire des collectifs contre la profitation partout en France ». Olivier Besancenot se rend en Guadeloupe au plus fort de la grève, sur invitation du LKP, et à nouveau lors de manifestations du 1er mai 2009.

### Controverses

#### Relations avec le PS
Selon le magazine Marianne, le Nouveau Parti anticapitaliste serait l'« allié objectif » du sarkozisme puisqu'il s'oppose au parti socialiste sur son programme pas assez à gauche selon le NPA et ses alliances fréquentes avec des partis centristes, au point de refuser toute alliance de gestion avec le PS, empêchant donc l'union de la gauche ce qui, selon le magazine, affaiblit électoralement le PS et la gauche. Selon le journal Le Monde, le président Nicolas Sarkozy aurait ainsi expliqué à François Hollande dans l'avion de retour de Beyrouth, le 7 juin 2008 : « La droite a mis vingt ans à régler le problème de l'extrême droite, aujourd'hui, c'est à votre tour ! ».
Le NPA et Olivier Besancenot considèrent que la situation de la gauche en France est due au « social-libéralisme » du PS, et à son abdication face à la politique de Sarkozy dans les luttes. Olivier Besancenot remarquant à cette occasion que « ceux qui à gauche aident le plus la droite c'est, a priori, ceux qui ne s'y opposent pas » alors que le PS a constitué un groupe de travail pour « étudier » son ascension.
Par le passé, la LCR a proposé au PS et au PCF des « fusions techniques » — partout refusées par le PS — au deuxième tour des municipales de 2008 et appelle généralement à voter contre la droite ou, le cas échéant, contre l'extrême droite au deuxième tour des élections.

#### Conflit israélo-palestinien
Le 19 juillet 2014, le parti contourne l'interdiction de manifester, en participant à l'organisation d'une manifestation de soutien à Gaza qui provoque des accrochages. Pour Laurent Bouvet, l'un des fondateurs du Printemps républicain, commentant la lutte du NPA concernant l'autodétermination du peuple palestinien, « certains (sic) considérations antisémites naissent du croisement entre antisionisme et anticapitalisme » sur le socle d'un combat où les Palestiniens sont présentés comme le symbole du peuple opprimé.
En octobre 2023, alors que la grande majorité des partis politiques condamnent l’attaque du Hamas contre Israël qui fait plusieurs centaines de morts et des milliers de blessés, le NPA – L'Anticapitaliste s’inscrit à rebours de la classe politique en publiant un communiqué pro-palestinien. Il déclare notamment apporter « son soutien aux Palestiniens et aux moyens de lutte qu’ils ont choisis pour résister » et appelle à une nouvelle intifada. Par la suite, Olivier Besancenot précise néanmoins que « pas plus qu’hier nous ne faisons l’apologie des tueries de civils ou des kidnappings du Hamas que nous avons toujours condamnés ». À la suite de cette prise de position pro-palestinienne, le sénateur Stéphane Le Rudulier (LR) réclame la dissolution du NPA. Une enquête pour provocation aux actes terroristes et apologie est ouverte.

## Participation aux élections

### Élections européennes de 2009
Le NPA refuse une alliance avec le Front de gauche et présente une liste autonome, un choix qui sera critiqué par certains militants du parti et de nombreux responsables de la gauche radicale. Olivier Besancenot veut un front clairement anticapitaliste et totalement indépendant du Parti socialiste. Le journaliste Christophe Bourseiller y voit une vraie pierre d’achoppement entre les deux partis, estimant que le NPA, comme Lutte ouvrière, « veut la révolution alors que la gauche de la gauche, le Front de gauche, cherche à revenir aux fondamentaux de la gauche traditionnelle »,.
Parmi les six têtes de listes proposées par le NPA se trouvent quatre anciens cadres de la Ligue communiste révolutionnaire (LCR). Le journal Le Monde rapporte que le Collectif L'Appel et la pioche proteste contre des têtes de listes désignées « sans discussion » et un manque de démocratie. Cette divulgation dans la presse de propos qui avaient vocation à rester internes est immédiatement dénoncée par Leïla Chaibi, animatrice de L'Appel et la pioche estimant que ce genre d'échange est « entièrement normal » dans un parti en construction et que l'absence de débat serait au contraire une marque de « stalinisme ».
La campagne, menée par Olivier Besancenot, a pour slogan « Partout en Europe, pas question de payer leur crise ! » et prône d'harmoniser par le haut « les droits sociaux, les conditions de travail, les retraites et la législation sociale pour l'ensemble des travailleurs et travailleuses des pays européens »,. Olivier Besancenot fait une série de meetings en France mais aussi à l'étranger : il désire renforcer les liens avec ceux qui en Europe défendent le même projet que lui, et se rend notamment en Espagne et au Portugal,.
Les listes du NPA obtiennent finalement 840 713 voix, soit 4,88 % des suffrages exprimés (4,98 % en métropole), et aucun élu. Interprétant ce score comme un « bon départ », Olivier Besancenot prévient le soir de l'élection qu'il faudra maintenant « faire avec la gauche anticapitaliste dans ce pays ». Selon le journal Le Monde, des militants sont déçus du résultat et quatre membres du conseil politique national choisissent de démissionner, alors que des membres de l'ancienne minorité de la LCR critiquent le fonctionnement du NPA, et dénoncent une baisse des effectifs. Le politologue Pascal Perrineau considère qu'avec ces résultats, « l’ambition du NPA d’Olivier Besancenot de rebattre profondément les cartes entre la gauche de gouvernement et la gauche protestataire rencontre un cinglant échec ».

### Élections régionales de 2010
Fin 2009, les membres du NPA sont consultés sur la stratégie électorale à adopter et se montrent très divisés. Finalement, le NPA ne passe aucun accord national avec le Front de gauche. Il refuse tout accord de gestion des régions avec les socialistes. Il se présente seul dans la majorité des régions. Mais il s'associe toutefois au Front de gauche dans trois régions et au Parti de gauche dans trois autres,,,.
Selon L'Express, la campagne du NPA est perturbée par une « tempête médiatique » provoquée par la présence d'une jeune femme voilée sur la liste du parti dans le Vaucluse. Le NPA étant un parti « très laïque et féministe », cette candidature provoque des « remous en interne », « ainsi que la désapprobation de la quasi-totalité des partis politiques »,,,.
Les résultats à ces élections ne sont, d'après le NPA lui-même, « pas bons » : la moyenne sur l’ensemble des 21 régions où le parti était présent « s’établit à 3,4 % », et « si on ne tient pas compte des trois régions où le NPA a fait alliance avec le Front de gauche, les résultats s’établissent à 2,85 % contre 4,98 % de moyenne nationale lors des européennes de 2009. C’est donc un très net affaiblissement ». D'après Slate, l'existence du Front de gauche met le NPA en difficulté car il attire des électeurs traditionnels du NPA comme les inactifs et les moins de 25 ans.
L'universitaire Michel Bussi note que la liste commune avec le Front de gauche dans le Limousin a fait un score de 13 %, et estime que ce résultat valide une stratégie d'union qui permettrait au rassemblement de devenir « une force avec laquelle il faut compter ».

### Scrutins électoraux de 2012
Olivier Besancenot ne souhaitant pas être candidat à l'élection présidentielle française de 2012, la conférence nationale des 25 et 26 juin 2011 désigne Philippe Poutou, ouvrier dans l'automobile, pour représenter le parti à la présidentielle.
Comme la LCR en 2007, le NPA éprouve des difficultés à réunir les 500 parrainages d'élus locaux pour valider la candidature de Philippe Poutou. Le NPA dépose finalement 572 parrainages au conseil constitutionnel le 16 mars 2012, validant ainsi la candidature de Philippe Poutou.
Au premier tour de l'élection présidentielle, Philippe Poutou obtient 1,15 % des suffrages.
Lors des élections législatives qui suivent, le NPA présente 339 candidats et soutient des candidats issus des Alternatifs, du Mouvement des objecteurs de croissance ou du Front de gauche. Aucun candidat du NPA n'est élu.

### Scrutins électoraux de 2014
Le NPA se présente aux élections municipales de 2014 et revendique à l'issue de celles-ci une dizaine de conseillers municipaux, dans huit communes différentes.
Le parti s'est présenté aux élections européennes de 2014. Mais il n'a pas réussi à dépasser la barre des 1 % des voix exprimées en métropole et ne s'est pas présenté en Outre-Mer. Selon Marianne, le parti est en crise, avec notamment une « hémorragie militante », qui s'explique selon certains membres du parti par un isolement idéologique, un refus de se rapprocher des autres partis de la gauche radicale. D'après Le HuffPost, ce refus d'alliance a provoqué « une série de scissions et de dissidences ».

### Scrutins électoraux de 2015
En 2015, le NPA compte 2 100 adhérents.
Le parti participe aux élections départementales de 2015 dans cinq départements, à Lisieux (14), Bégard (22), Carhaix (29), à Saint-Gaultier (36), et dans le Jura. Les résultats ne permettent pas au NPA d'avoir des élus.
Le NPA ne se présente pas aux élections régionales de 2015, par manque de moyens financiers, et appelle à voter pour Lutte ouvrière.

### Scrutins électoraux de 2017
Le NPA réuni en conférence nationale les 19 et 20 mars 2016, les 150 délégués qui désignent Philippe Poutou comme candidat à l'élection présidentielle de 2017,. Le NPA recueille 573 parrainages sur les 500 nécessaires, ce qui lui permet de se présenter à l'élection présidentielle. Philippe Poutou recueille 1,09 % des voix, soit 394 505 électeurs, au 1er tour de l'élection présidentielle. Les dépenses de campagne du NPA pour l'élection présidentielle sont de 782 448 €.
Lors des élections législatives, le NPA fait une proposition d'alliance avec Lutte ouvrière, que LO refuse. Il présente finalement 50 candidats sur les 577 circonscriptions en lice. Aucun candidat n'est élu.

### Élections européennes de 2019
Après l’échec de négociations avec Lutte ouvrière, le parti ne se présente pas aux élections européennes de 2019 faute de moyens financiers.

### Élections municipales de 2020
Le NPA présente des listes aux élections municipales de 2020. Au scrutin à Bordeaux, une liste d'alliance avec La France insoumise conduite par Philippe Poutou se qualifie au second tour et remporte trois sièges au conseil municipal. Le maire de Ménil-la-Horgne (175 habitants) est le seul maire NPA reconduit à ces élections, et ce depuis 2001.

### Élections régionales de 2021
Le NPA ne présente pas de candidats pour les élections régionales de 2021 en raison d'un manque de moyens[source insuffisante]. Cependant, des militants du NPA « en luttes » se présentent en Nouvelle-Aquitaine au côté de La France insoumise. En Occitanie, les militants du NPA se présentent aux côtés de la France insoumise sur la liste Occitanie populaire. Ces listes ne sont pas soutenue par l'instance nationale du parti et certains courants (Anticapitalisme & Révolution, L'Étincelle et Démocratie révolutionnaire) appellent à voter pour la liste présentée par Lutte ouvrière[source insuffisante]. Pendant les départementales, seul Georges Ubbiali, candidat dans le Doubs, parvient à se faire élire à la suite d'une alliance avec le PCF[réf. nécessaire]. Il est le premier conseiller départemental NPA.

### Scrutins électoraux de 2022

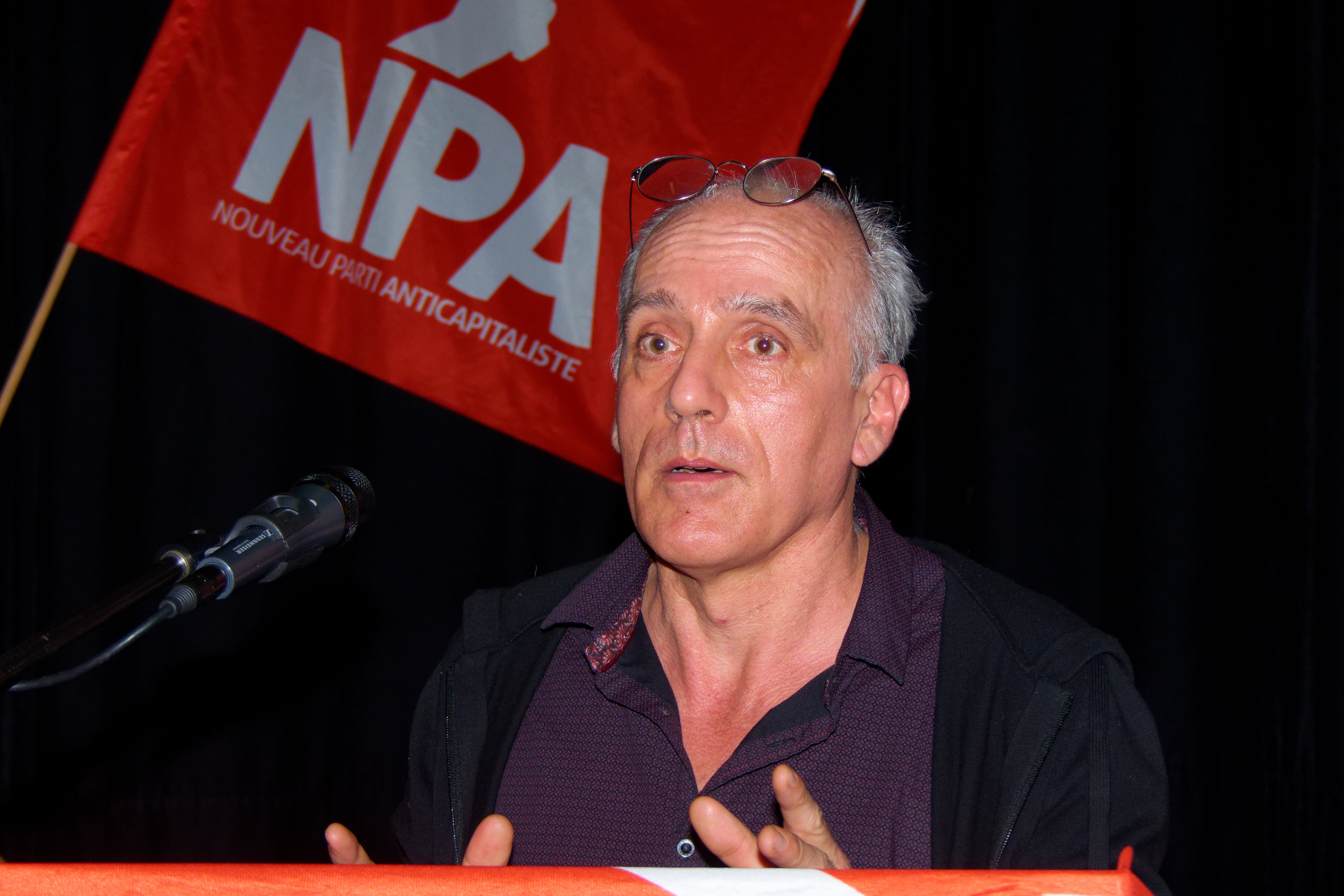
Philippe Poutou lors d'une réunion publique au Foyer Municipal d'Audincourt, le 23 février 2022.

Le NPA est représenté par Philippe Poutou à l'élection présidentielle française de 2022. Après des difficultés, il obtient, peu avant la date limite, les 500 parrainages requis pour que sa candidature soit validée par le Conseil constitutionnel. Mais il obtient 0,77 % des suffrages exprimés, se classant avant-dernier, devant Lutte ouvrière, représenté par Nathalie Arthaud. À la suite de sa non-qualification, il appelle à ce que « pas une voix [n'aille] à l'extrême-droite ». Même s'il remplit ses meetings, Philippe Poutou pâtit du vote utile en faveur de Jean-Luc Mélenchon, repris dans le slogan devenu populaire « Mélenchon dans les urnes, Poutou dans la rue »,.
Par la suite, après des négociations, le NPA choisit de ne pas rejoindre la Nouvelle Union populaire écologique et sociale en vue des législatives du mois de juin suivant, arguant une insuffisance de l'offre de députés qui leur est faite (seulement 5 circonscriptions, « dont aucune gagnable », selon leur communiqué), et l'obstacle moral de rejoindre une alliance comprenant le Parti socialiste, du fait de la ligne politique social-démocrate menée lors du mandat présidentiel de François Hollande. Malgré tout, ils annoncent appeler à voter pour les candidats de l'union de la gauche dans les circonscriptions où ils ne présenteront pas de candidat.

### Scrutins électoraux de 2024
Pour les élections européennes de 2024, le parti est désormais scindé en deux groupes (le NPA – l'Anticapitaliste et le NPA – Révolutionnaires) et les deux mouvements adoptent différentes positions vis-à-vis de la campagne. Le NPA-A appelle à voter pour la liste de Manon Aubry (LFI) alors que le NPA-R, après un échec des négociations avec Lutte ouvrière, présente sa propre liste menée par Selma Labib: « Pour un monde sans frontières ni patrons, urgence révolution ! ».
À la suite de la dissolution de l'Assemblée nationale par Emmanuel Macron, de nouvelles élections sont convoquées. Le NPA-A rejoint le Nouveau Front populaire (NFP) et présente un candidat, Philippe Poutou, dans la Première circonscription de l'Aude qui n'est pas élu. Raphaël Arnault (apparenté LFI) est élu dans la première circonscription de Vaucluse avec une suppléante membre du NPA-A. Le NPA-R présente des candidats mais aucun n'est élu.

## Structure et fonctionnement
D'après ses statuts, la structure de base du NPA est le comité, regroupement de militants sur des bases géographiques ou professionnelles, autour duquel s'organise l'activité militante.
Les orientations politiques du parti sont définies lors des différents congrès (locaux ou nationaux), le congrès étant « souverain en matière de programme, de fonctionnement et d’orientation nationale ». Le congrès sert également à élire les instances de direction, à parité hommes-femmes et à la proportionnelle « des orientations politiques contradictoires soumises au vote du congrès », et à en définir le mandat politique. Ces directions obéissent au principe de rotation des mandats et sont révocables.

### Instances nationales
L'instance de direction à l'échelle nationale est le conseil politique national (CPN). Celui-ci a pour règle d'être « représentatif du parti, de sa réalité géographique comme de ses commissions nationales, et de ses sensibilités politiques » et comporte environ 150 membres. Le CPN se réunit au moins quatre fois par an.
Celui-ci élit en son sein le comité exécutif (CE), responsable de l'activité nationale : « représentation du NPA, animation nationale des campagnes, réaction à l’actualité politique et sociale française et internationale, collectif de porte-parole… ».
Le CE se dote d'un secrétariat et de permanents, obéissant à des règles strictes : limitation des permanentats dans le temps (rotation), permanentats à temps partiels, révocabilité, etc.

## Courants internes

### Composantes lors de la fondation du NPA
Cette section ne s'appuie pas, ou pas assez, sur des sources secondaires ou tertiaires indépendantes du sujet. Le texte peut contenir des analyses inexactes ou inédites de sources primaires.
Pour l'améliorer, ajoutez-en, ou placez des modèles {{Source secondaire souhaitée}} ou {{Source secondaire nécessaire}} sur les passages mal sourcés. (octobre 2023)
Les organisations nationales ayant fondé le NPA étaient, à son premier congrès :
- la Ligue communiste révolutionnaire, dissoute le 5 février 2009 à la veille du congrès de fondation du NPA, et dont sont issus 45 % des représentants au conseil politique national (et environ un tiers des militants)[128] ;
- les Jeunesses communistes révolutionnaires, organisation de jeunesse liée à la LCR et dissoute le 13 décembre 2008 ;
- la Gauche révolutionnaire, dont deux représentants siègent au conseil politique national ;
- le Groupe La Commune, dirigé par Pedro Carrasquedo et Jean-Paul Cros, se revendique « membre fondateur », bien que n'ayant pas participé au processus de fondation[129][source insuffisante] ;
- le Collectif Carré rouge dirigé par François Chesnais ;
- le réseau intellectuel et politique SELS (Sensibilité écologiste libertaire et radicalement sociale-démocrate), créé en décembre 1997 avec d'anciens militants et sympathisants de la Fédération anarchiste, du PS et des Verts, et dont les animateurs ont rejoint la LCR en juin 1999, s'est également inscrit dans le processus de constitution du NPA[130][source insuffisante] ;
- le reste des militants, représentant la majorité du conseil politique national, ne sont pas issus d'organisations politiques nationales.

La fraction L'Étincelle, exclue de Lutte ouvrière en 2008, a d'abord disposé quant à elle d'un statut d'observateur au sein du conseil politique national.

### Courants ayant disparu
- Le courant Convergences et alternative, créé le 17 mai 2009 et bénéficiant d'une tribune dans Tout est à nous !, pour défendre des alliances avec les partis de la gauche antilibérale, à la suite de la scission de l'association Unir (une autre partie fondant la Gauche unitaire et rejoignant le Front de gauche à l'occasion des élections européennes de 2009). À la suite de désaccords avec la politique de la direction du NPA, le courant prend son autonomie en mars 2011 et intègre le Front de gauche.
- La fraction publique « Gauche anticapitaliste », sous-titrée « courant unitaire pour l'écosocialisme », est créée par les animateurs de la position B de la conférence nationale de juin 2011 lors d'une assemblée constitutive les 5 et 6 novembre 2011. Contestant l'orientation majoritaire du NPA qui selon eux « tourne[rait] le dos à toute la bataille pour rassembler les différentes composantes politiques et équipes du mouvement social qui, à gauche, contestent le social-libéralisme », il défend alors la création d'un « bloc rassemblant les forces sociales et politiques d'opposition de gauche »[131] au sein duquel se rassembleraient en un pôle les anticapitalistes et écosocialistes. La GA est d'abord constituée d'adhérents au NPA et de militants ayant quitté le parti, reconnue par le NPA et disposant d'une tribune dans Tout est à nous !. Lors de l'élection présidentielle de 2012, certains des animateurs de ce courant appellent à voter pour la candidature de Jean-Luc Mélenchon (candidat du PG) plutôt que celle de Philippe Poutou (le candidat du NPA)[132]. La GA décide le 8 juillet 2012 de rejoindre le Front de gauche en tant qu'organisation indépendante, après avoir défendu sans succès l'adhésion du NPA au FG, cette proposition recueillant 22 % des voix des militants lors de la rencontre nationale du NPA des 7 et 8 juillet 2012[133][source insuffisante].
- La tendance CLAIRE (pour « Communisme, lutte auto-organisée, internationaliste et révolutionnaire ») a été fondée le 14 février 2009, au lendemain du congrès de fondation du NPA. Elle est alors formellement la première tendance constituée dans le NPA. À sa fondation, la Tendance Claire regroupait des membres de l’ex-CRI (Groupe communiste révolutionnaire internationaliste)[134], de l’ex-LCR (Ligue communiste révolutionnaire) et d’autres sans parti auparavant. Elle a depuis sa fondation appelée à la constitution d'une tendance révolutionnaire large et pluraliste, en s'adressant particulièrement aux autres courants de la gauche du NPA (position 2 en 2011, position Y en 2013). Elle est qualifiée de « lambertiste »[135]. Ses membres ne se reconnaissent pas dans ce terme, critiquant sévèrement la politique du courant lambertiste[136][source insuffisante]. Elle a initié en mai 2010 le Collectif pour une tendance révolutionnaire (CTR)[137], qui a fonctionné jusqu’au premier congrès du NPA (février 2011), portant la plateforme 4 (3,7 % des voix). Trois des six élus de la position 4 au conseil politique national (CPN) du NPA sont alors membres de la Tendance CLAIRE. Elle fait alors figure d'opposition interne à la direction du NPA, issue de la LCR[135]. En 2019, la Tendance claire se dissout pour fusionner et participer à la création de la tendance Alternative révolutionnaire communiste, avant de se reformer en 2021 à la suite d'une crise[réf. nécessaire].
- Le Courant communiste révolutionnaire (CCR, actuel Révolution permanente), fondé en avril 2011, qui anime à partir de 2015 le journal Révolution permanente. Le courant quitte le NPA en juin 2021[28], mais un désaccord persiste entre ce dernier et la direction sur la nature de ce départ. RP dénonce une exclusion officieuse, tandis que le NPA réfute ces affirmations[138]. Cette scission a lieu à l'issue d'une longue crise interne, apparue lors du congrès de 2018 du NPA, lors duquel la direction, héritière de la LCR, obtient une majorité relative. Le Courant communiste révolutionnaire, qui a obtenu 11,05 % des voix lors du congrès, l'accuse de trop vouloir se rapprocher du parti La France insoumise de Jean-Luc Mélenchon et de s'éloigner de la ligne révolutionnaire, au profit d'un simple réformisme[139],[140]. Le CCR reproche également au parti son manque de démocratie interne, son absence de critique des bureaucraties syndicales ainsi que le défaitisme affiché par les figures médiatiques de l'organisation. Le courant annonce en avril 2021 la « pré-candidature » de son militant Anasse Kazib. Cette proposition, conforme aux statuts internes du parti, amplifie les clivages. Deux mois plus tard, 296 militants du courant annoncent leur départ du NPA, dénonçant un « long processus d'exclusion » et une ligne politique « droitière »[141],[28],[138].

### Courants actuels du NPA – Révolutionnaires
- Anticapitalisme et révolution (A&R)
- Fraction L'Étincelle[142]
- Démocratie révolutionnaire (DR)
- Socialisme ou barbarie (SoB)

## Élus et personnalités

### Porte-parole

#### NPA unifié
- 5 février 2009 – 4 avril 2011 : Olivier Besancenot.
- 4 avril 2011 – 18 mars 2012 : Myriam Martin ; a rejoint le Front de gauche en 2012.
- Depuis le 4 avril 2011 : Christine Poupin.
- Depuis septembre 2021 : Pauline Salingue[143].

#### NPA – L'Anticapitaliste
- Depuis 2022 : Christine Poupin et Pauline Salingue

#### NPA – Révolutionnaires
- Selma Labib, Damien Scali, Gaël Quirante, Armelle Pertus

### Autres membres
- Michael Löwy, philosophe marxiste et éco-socialiste.
- Philippe Poutou, candidat du NPA aux élections présidentielles de 2012, 2017 et 2022, conseiller municipal de Bordeaux depuis 2020.
- Roseline Vachetta, ancienne députée européenne (1999-2004).

### Anciennes personnalités
- Daniel Bensaïd (1946-2010).
- Pedro Carrasquedo (1951-2015).
- Leïla Chaibi, militante au NPA de 2009 à 2011, a rejoint le Parti de gauche puis La France insoumise.
- François Chesnais (1934-2022), économiste.
- Philippe Corcuff, membre de 2009 à 2013.
- Fabien Engelmann, militant au NPA de 2009 à 2010, puis au FN.
- Raoul-Marc Jennar, tête de liste du NPA aux élections européennes de 2009, il quitte le parti en 2010 et rejoint le Parti de gauche.
- Anasse Kazib, syndicaliste cheminot, membre de Révolution permanente, depuis 2022.
- Alain Krivine (1941-2022).
- Aurélien Legrand, militant au NPA de 2009 à 2010, rejoint en 2014 le FN.
- Danièle Obono, militante au NPA de 2009 à 2011, a rejoint Ensemble puis La France insoumise.

## Identité visuelle
Le principal logo du parti, avec des variations, est un mégaphone stylisé en rouge. À partir de 2024, les deux partis se réclamant du NPA utilisent un logo distinct.

Dernier logo avant la scission, jusqu'en 2024.
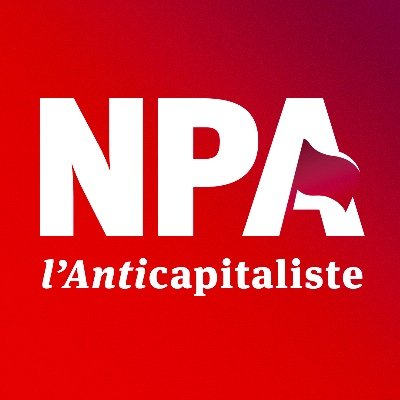
Logo du NPA L'Anticapitaliste (2024-)
Logo du NPA Révolutionnaires (2024-)

## Résultats électoraux

### Élections présidentielles
| Année | Candidat        | 1er tour | 1er tour | 1er tour     |
| Année | Candidat        | Voix     | %        | Rang         |
| ----- | --------------- | -------- | -------- | ------------ |
| 2012  | Philippe Poutou | 411 160  | 1,15     | 8e (sur 10)  |
| 2017  | Philippe Poutou | 394 505  | 1,09     | 8e (sur 11)  |
| 2022  | Philippe Poutou | 268 904  | 0,76     | 11e (sur 12) |

### Élections législatives
| Année | 1er tour | 1er tour | 2d tour | 2d tour | Sièges  | Notes |
| Année | Voix     | %        | Voix    | %       | Sièges  | Notes |
| ----- | -------- | -------- | ------- | ------- | ------- | --- |
| 2017  | 5 460    | 0,02     |         |         | 0 / 577 | |
| 2022  | 5 244    | 0,02     |         |         | 0 / 577 | |
| 2024  | 23 630   | 0,07     | 46 134  | 0,17    | 0 / 577 | NPA – L'Anticapitaliste dans le cadre du Nouveau Front populaire : Philippe Poutou est candidat dans la première circonscription de l'Aude Raphaël Arnault est élu dans la première circonscription de Vaucluse avec une suppléante membre du NPA – L'Anticapitaliste |
| 2024  | 5 964    | 0,02     |         |         | 0 / 577 | NPA – Révolutionnaires hors coalition |

### Élections européennes
| Année | Voix                                        | %                                           | Sièges                                      | Rang                                        |
| ----- | ------------------------------------------- | ------------------------------------------- | ------------------------------------------- | ------------------------------------------- |
| 2009  | 840 833                                     | 4,88                                        | 0 / 74                                      | 7e                                          |
| 2014  | 74 770                                      | 0,39                                        | 0 / 74                                      | 16e                                         |
| 2019  | appel à voter Lutte ouvrière                | appel à voter Lutte ouvrière                | appel à voter Lutte ouvrière                | appel à voter Lutte ouvrière                |
| 2024  | NPA – L'Anticapitaliste appelle à voter LFI | NPA – L'Anticapitaliste appelle à voter LFI | NPA – L'Anticapitaliste appelle à voter LFI | NPA – L'Anticapitaliste appelle à voter LFI |
| 2024  | 37 440                                      | 0,15                                        | 0 / 81                                      | 18e                                         |